# Mursa marica
Mursa marica är en fjärilsart som beskrevs av Druce 1891. Mursa marica ingår i släktet Mursa och familjen nattflyn. Inga underarter finns listade i Catalogue of Life.